# داستان ناقص ما
داستان ناقص ما (به هندی: Hamari Adhuri Kahani) فیلمی محصول سال ۲۰۱۵ و به کارگردانی موهیت سوری است. در این فیلم بازیگرانی همچون عمران هاشمی، ویدیا بالان، راجکومار رائو، مادهوریما تولی ایفای نقش کرده‌اند.